# Аморози, Ванесса
Ванесса Джой Аморози (р. 8 августа 1981, Биконсфилд, Мельбурн, Австралия) — австралийская певица
 и автор-исполнитель
. На сегодняшний день продано более 2 миллионов копий её альбомов.

## Биография
Родилась в пригороде Мельбурна. Когда ей было 4 года, она вместе с младшими сёстрами записались на уроки джаза и классического балета в школе, которыми руководил её дядя, затем училась в Эмеральдской школе. В 12 лет начала выступать в торговых центрах и кафе. Также она выступала в русском ресторане «Матрёшка». В 1997 году подписала контракт с Джеком Штормом и в том же году выпустила CD со своей первой песней «Get Here». Известно, что несколько месяцев провела в армии и была судьей на Channel 9 TV show «Starstruck». Вегетарианка.

## Творчество
Исполняет песни в разных жанрах музыки: поп, рок, блюз, джаз. В 1999 году Ванесса выпустила свою дебютную песню «Have a Look», которая попала в «Top 20 Hit» и получила золото (ARIA).
Первый её альбом, «The Power», вышел 3 апреля 2000 года. В том же году он номинировался на «ARIA Music Awards» 6 раз, а в 2001 году 2 раза. В сентябре 2000 года Ванесса открыла и закрыла своими песнями Летние Олимпийские игры и Паралимпийские игры в Сиднее. На открытии Летней Олимпиады певица исполнила песню «Heroes Live Forever». В 2001 году Ванесса также открыла и закрыла своими песнями Игры доброй воли в Брисбене.
В 2001 году она выступила на «AFL Grand Final». В августе 2001 года певица уехала в Манчестер и исполнила песню «Shine» и «I’ll always be a Melbourne girl», которую она написала специально для этого выступления.
Второй сингл с альбома «The Power», «Absolutely Everybody», попал в «Top 10 Hit». Песня провела на австралийском чарте шесть месяцев и сделала Ванессу Джой первой женщиной в Австралии, чей сингл провёл в чарте столько времени. Вскоре сингл вышел в Европе. В Англии и Германии песня попала в «Top 10 Hit» и получила золото. С «Absolutely Everybody» Ванесса открыла «Motorcycle Grand Prix» на Филиппинах, а также исполнила на «NRL Grand Final» и на вечеринке, посвящённой новому тысячелетию, — «New Year’s Eve».
В 2000 году синглы «Shine» и «The Power» стали хитами в Австралии и получили золото (ARIA). В том же году «Shine» получил награду Most Played Song на «APRA Awards» и Best International Newcomer на «VIVA Comet Awards».
18 ноября 2002 года в Германии вышел второй студийный альбом Ванессы — «Change». Он не получил популярности, а официально с него было выпущено 3 сингла: «One Thing Leads 2 Another», «Spin (Everybody’s Doin 'It)», «True to Yourself».
25 января 2006 года выяснилось, что менеджер Ванессы Ральф Карр закончил свой семилетний контракт с «MarJac Productions». Об этом на своем сайте она написала: «Я работала с моим менеджером уже семь лет и думала, что мы будем вместе еще долго… Переход под руководство Ральфа Карра казался таким естественным процессом, так как он был успешным менеджером». 22 ноября 2006 года певица подписала контракт с «Universal Music Australia». 24 мая 2008 года Ванесса Джой выпустила свой третий альбом «Somewhere in the Real World». Песни «Perfect» и «Start It» использовались в рекламе «Seven Network». «Channel 7’s AFL» выпустил песню «Start It» как главную песню своего канала в 2008 и в 2009 годах. Через час после релиза альбом занял 3-е место на местном «iTunes»-чарте. Через 24 часа — 2 место, а через 4 дня — 1 место. Альбом «Somewhere in the Real World» получил золото в Австралии (ARIA). В декабре 2008 года был снят клип «My House», однако как сингл «My House» не вышел.
Ванесса участвовала в туре группы «Kiss», который проходил в 2008 году в Австралии.
Сингл «Kiss Your Mama!» впервые вышел на радио 3 августа 2007 года, а в продаже появился 8 сентября 2007 года. На специальном выпуске «Australian Idol» Ванесса исполнила эту песню вживую. В чарте сингл занял 15-е место.
Второй сингл, «Perfect» вышел для интернет-загрузки 5 апреля 2008 года, а на CD — 26 апреля 2008 года. В чарте «iTunes» песня заняла 1-е место, а в чарте Австралии — 4-е место. Сингл «Perfect» получил платину (ARIA) и стал часто исполняемым треком на радио Австралии в 2008 году. В 2009 году песня номинировалась на «APRA» как Most Played Australian Work.
20 сентября 2008 года третьим синглом из «Somewhere in the Real World» стала песня «The Simple Things (Something Emotional)». Сингл попал в австралийский Top 40.
20 апреля 2009 года стало известно, что группа «Hoobastank» выпустит одну из своих песен в дуэте с Ванессой Аморози. 19 июня 2009 года песня официально вышла в Австралии. Клип также снимался с участием Ванессы. Съёмки проходили Лос-Анджелесе на «Lacy Street Studio».
Альбом «Hazardous» вышел 6 ноября 2009 года. В чарте он достиг 7-го места и получил золото (ARIA). В июне 2010 года планировалось выпустить альбом для немецких слушателей.
В марте 2010 года Ванесса выполняла несколько песен в туре Роба Томаса.
28 августа 2009 года песня впервые вышла на австралийское радио. 9 октября 2009 года сингл вышел официально. «This Is Who I Am» считается лучшей песней Ванессы, так как она занимала 1-е место в чарте в течение недели с 18 октября 2009 года. Также это первый сингл Ванессы с 1-м местом в чарте. На следующей неделе сингл продолжал быть на 1-м месте. Через некоторое время «This Is Who I Am» получил платину (ARIA).
Вторым синглом альбома стала песня «Hazardous». Официально вышла 11 декабря 2009 года. 17 декабря 2009 года в Лос-Анджелесе был снят клип к песне, режиссёром которого был Пол Браун. На чарте «ARIA Charts» песня заняла 29-е место.
1 февраля 2010 года Ванесса прибыла в Лос-Анджелес, чтобы принять участие в съёмках клипа к песне Мэри Джей Блайдж— «Each Tear». Новая версия песни, дуэт Мэри Джей Блайдж и Ванессы, вышла в международном издании альбома «Stronger with Each Tear».
Австралийская рок-группа «INXS» записала версию своей песни «Devil Inside» в дуэте с Ванессой Аморози.
4 апреля 2010 года было объявлено, что песня «Mr. Mysterious» станет третьим синглом альбома «Hazardous». Официальный релиз планировался на 23 апреля 2010 года. 26 марта 2010 года состоялась премьера клипа.
13 августа 2010 года вышел четвёртый сингл с альбома «Hazardous» — «Holiday».
1 июля 2011 года состоялся релиз первого сингла пятого студийного альбома Ванессы — «Gossip». Он занял 1-е место на австралийском радио. 9 сентября 2011 года вышел второй сингл альбома — «Amazing», который занял 83-е место на «ARIA» Singles Chart. Сам альбом должен был выйти 11 ноября 2011 года, но 3 ноября Ванесса сообщила СМИ, что откладывает релиз, поскольку считает, что альбом пока не идеален. Второй официальный релиз альбома «V» должен был состояться 27 марта 2012 года. Но за две недели до второго релиза выход снова перенесли — уже на 27 августа 2012 года.